# Želé
Želé je látka, která se vyrábí přidáním kapaliny buď do želatiny, kdy se poté jedná o živočišný produkt, nebo do pektinu, což je látka přírodního charakteru.
Jako želé je také nazývána zavařenina připravená z ovocné šťávy a cukru. Želé připravíme také z běžně prodávaného džusu nebo nektaru. Vzhled a chuť želé můžeme vylepšit přidáním např. kousků ovoce, ořechů, bylinek nebo proužků kůry z citrusových plodů.
Výraz želé se také často používá v souvislosti s pečením. Želé se používá na vytvoření efektní a chutné vrstvy při přípravě dortů, koláčů a zákusků. Nalévá se na krém, marmeládu nebo ovoce, aby se neprosáklo do korpusu. Želé je nutné při přípravě povařit a i po ztuhnutí je lze rozpustit. Na dortech se vytváří buď silná vrstva želé, nebo tenká vrstva želé, která chrání ovoce před oschnutím. Silné vrstvy želé vznikají díky agaru, který pochází z mořských řas. Díky agaru vzniká silná vrstva želé, které lze snadno krájet. Tenké vrstvy želé naopak vznikají díky karagenanu získanému také z mořských řas a karubinu (neboli lokustové gumě), která se získává ze svatojánského chlebíčku.